# Ботанічне товариство Британії та Ірландії
Ботанічне товариство Британії та Ірландії (англ. Botanical Society of Britain and Ireland, BSBI) — наукове товариство для вивчення флори, поширення рослин та таксономії, що стосуються Великої Британії, Ірландії, Нормандських островів та острова Мен. Товариство було засноване як Ботанічне товариство Лондона у 1836 році та стало Ботанічним товариством Британських островів, з часом змінивши на свою нинішню назву у 2013 році. Серед членів є як професіонали так і аматори, товариство є найбільшою організацією, що займається ботанікою на Британських островах. Історія товариства описана в книзі Девіда Аллена «The Botanists».
Товариство видає довідники та журнали, проводить національні дослідження та навчальні заходи, а також проводить конференції. Також присуджує гранти та стипендії, встановлює професійні стандарти та надає послуги в якості консультанта для урядів та неурядових організацій.

## Публікації
BSBI опублікувало три атласи Британської флори, що охоплюють поширення судинних рослин на Британських островах. Третій атлас, Atlas 2020, був виданий в березні 2023 року.
Також товариство видає інформаційний бюлетень BSBI News (ISSN 0309-930X), який розповсюджується серед членів тричі на рік і доступний онлайн.
До 2017 року BSBI видавало науковий журнал New Journal of Botany, (раніше Watsonia). Журнал мав північно-західну європейську тематику та охоплював судинні рослини, їх таксономію, біосистематику, екологію, поширення та збереження, а також теми більш загального чи історичного характеру. Його замінив онлайн-журнал British and Irish Botany.
У 2002 товариство видало Atlas of the British Flora, у 2003 Vice-county Census Catalogue of the Vascular Plants of Great Britain та видає серію BSBI Handbooks.

### Серії довідників[9]
1. Sedges. (3-тє видання) 2007. A.C. Jermy, D.A. Simpson, M.J.Y. Foley & M.S. Porter
2. Umbellifers. 1980. T.G. Tutin
3. Docks and Knotweeds. 1981. J.E. Lousley & D.H. Kent
4. Willows and Poplars. 1984. R.D. Meikle
5. Charophytes. 1986. J.A. Moore
6. Crucifers. 1991. T.C.G. Rich
7. Roses. 1993. G.G. Graham & A.L. Primavesi
8. Pondweeds. 1995. C.D. Preston
9. Dandelions. 1997. A.A. Dudman & A.J. Richards
10. Sea Beans & Nickar Nuts. 2000. E.C. Nelson
11. Water-starworts of Europe. 2008. R.V. Lansdown
12. Fumitories. 2009. R.J. Murphy
13. Grasses. 2009. T. Cope & A. Gray
14. Whitebeams, Rowans and Service Trees. 2010. T.C.G. Rich, L. Houston, A. Robertson & M.C.F. Proctor.
15. British Northern Hawkweeds. 2011. T.C.G. Rich & W. Scott.
16. Evening-primroses. 2016. R.J. Murphy.
17. Violas. 2017. M. Porter & M. Foley.
18. Eyebrights. 2018. C. Metherell & F. Rumsey.
19. Gentians of Britain and Ireland. 2019. Tim Rich & Andy McVeigh.
20. Hawkweeds of South-East England. 2020. Mike Shaw.
21. Monograph of British and Irish Hieracium section Foliosa and section Prenanthoidea. 2021. Tim Rich and David McCosh.
22. Broomrapes of Britain and Ireland. 2021. Chris Thorogood & Fred Rumsey.
23. Field Handbook to British and Irish Dandelions. 2021. A.J. Richards.
24. Alchemilla: Lady's Mantles of Britain and Ireland. 2022. Mark Lynes.

### Публікації про рідкісні рослини
Ставлення BSBI до публікації інформації про місцезнаходження рідкісних рослин з часом змінилося. У 1991 році автор Джон Фішер був публічно розкритикований за те, що у своїй книзі "A Colour Guide to Rare Wild Flowers" детально описав місця розташування деяких рідкісних рослин. На думку товариства це не було інтересах збереження видів. Через чотирнадцять років Девід Пірман, генеральний секретар Товариства, протиставив спосіб, яким Фішера, як висловився Пірман, «витравлювали», більш відкритим ставленням, яке тоді утвердилося. Після цієї критики Фішер відмовився від членства в BSBI. Останнім часом BSBI підготував або підтримав видавництво ряду реєстрів рідкісних рослин, книг, у яких перелічено всі відомі місця для всіх рідкісних рослин.